# Gebroeders Luden (schip, 1965)
De Gebroeders Luden is een voormalige reddingboot van de Koninklijke Nederlandse Redding Maatschappij (KNRM).

## Geschiedenis
De Gebroeders Luden werd in 1965 gebouwd bij de Gebroeders Niestern in Delfzijl in opdracht van de toenmalige Koninklijke Noord- en Zuid-Hollandsche Redding-Maatschappij (KNZHRM), een van de voorlopers van de KNRM. De kosten werden voldaan uit een legaat van 600.000 gulden van Jan Anton Willem Luden (1891-1962), een telg uit een Hollandse bankiersfamilie, dat door hem was ingesteld naar aanleiding van de verdrinking van zijn oudere broer Hendrik Luden (1885-1924) in de Noordzee bij Zandvoort. Het schip volgde in 1965 de Insulinde op als reddingboot van Oostmahorn. Nadat in 1969 de Lauwerszee was afgesloten, kreeg de Gebroeders Luden Lauwersoog als standplaats, waar voor haar bemanning drie woningen werden gebouwd.
In 1996 werd de Gebroeders Luden vervangen door de Annie Jacoba Visser, waarna het schip werd verkocht aan de IJslandse reddingsmaatschappij ICE-SAR. Van 1996 tot 2004 was de reddingboot onder de naam Hafbjörg in de Norðfjörður gestationeerd en vervolgens tot 2006 als Sveinbjörn Sveinsson in Vopnafjörður. Daarna ging de Gebroeders Luden met pensioen en kwam ze in het bezit van de in 2006 opgerichte Stichting tot behoud reddingboot Gebroeders Luden. Sindsdien ligt het schip weer in Lauwersoog.

## Schippers
- Siep Zeeman (1965-1971)
- Willem Wilstra (1971-1977)
- Tip Snieder (1977-1996)

## Technische specificaties
- Lengte: 20,36 m
- Breedte: 4,42 m
- Diepgang: 1,42 m
- Snelheid: 10,6 kts (19,6 km/h)
- Voortstuwing: 2 × 140 pk 8TS117 motoren van Kromhout
- Zelfrichtend door middel van kieptanks

## Afbeeldingen

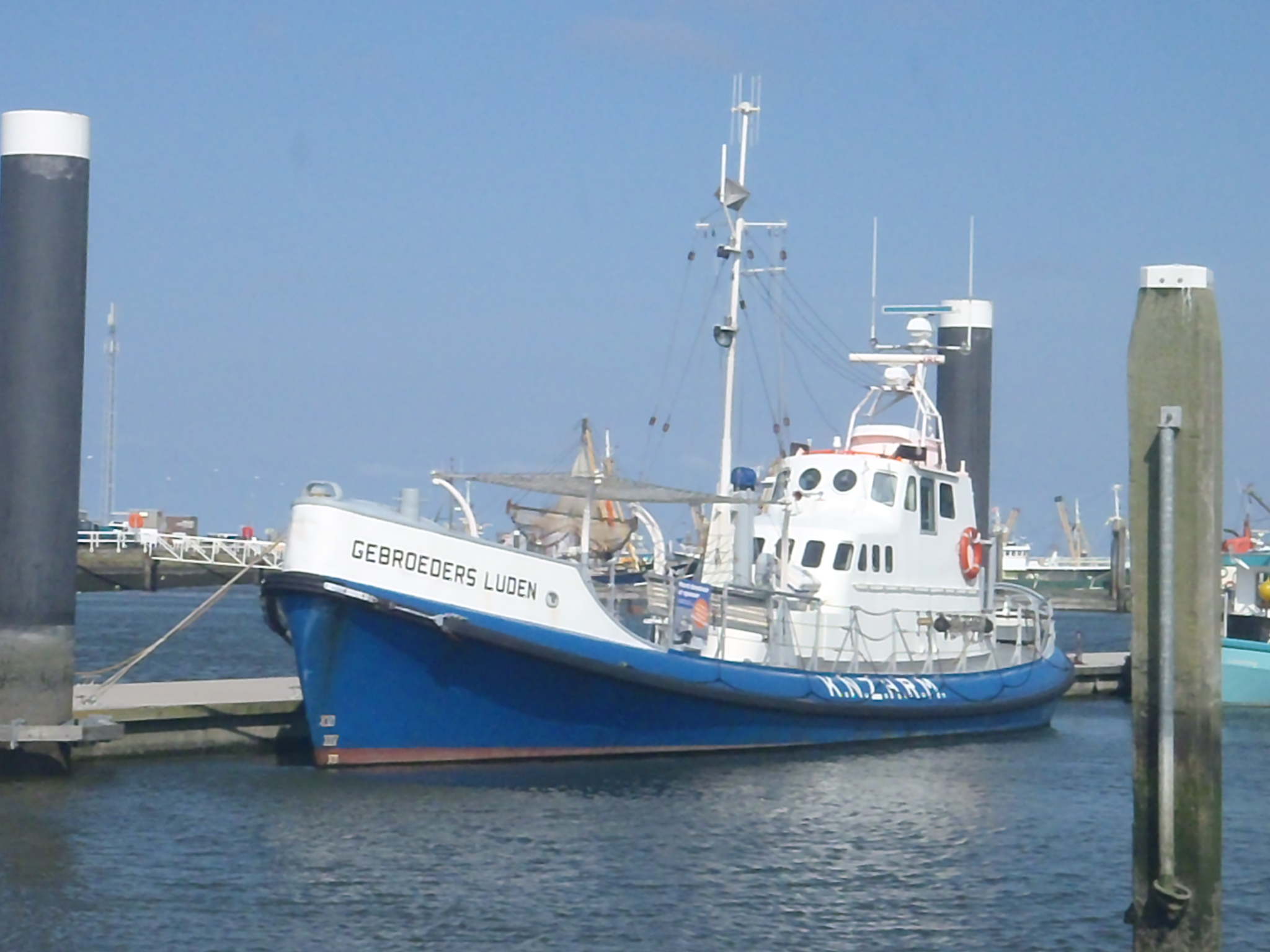
De Gebroeders Luden (2014)
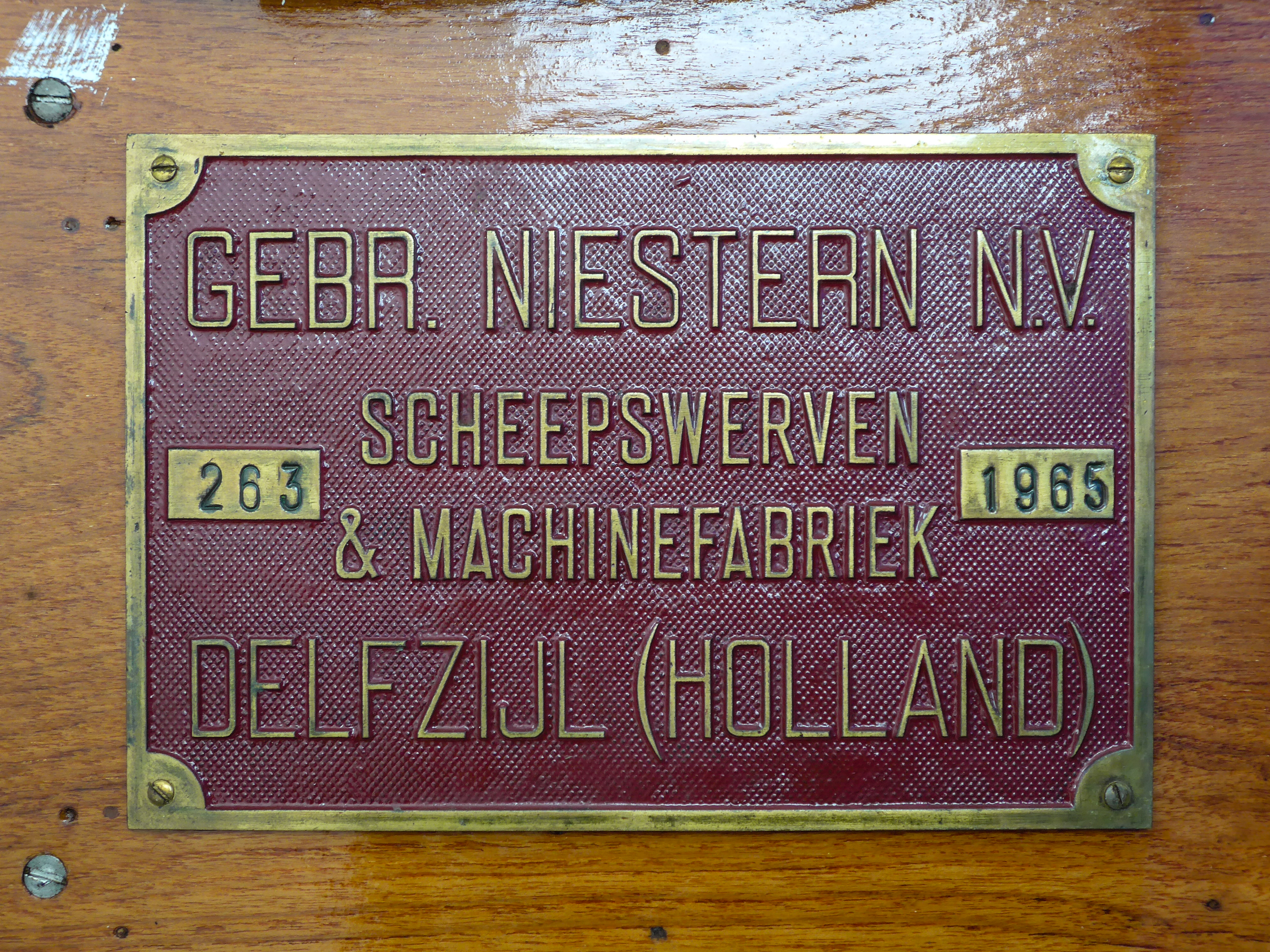
Scheepsplaatje (2014)
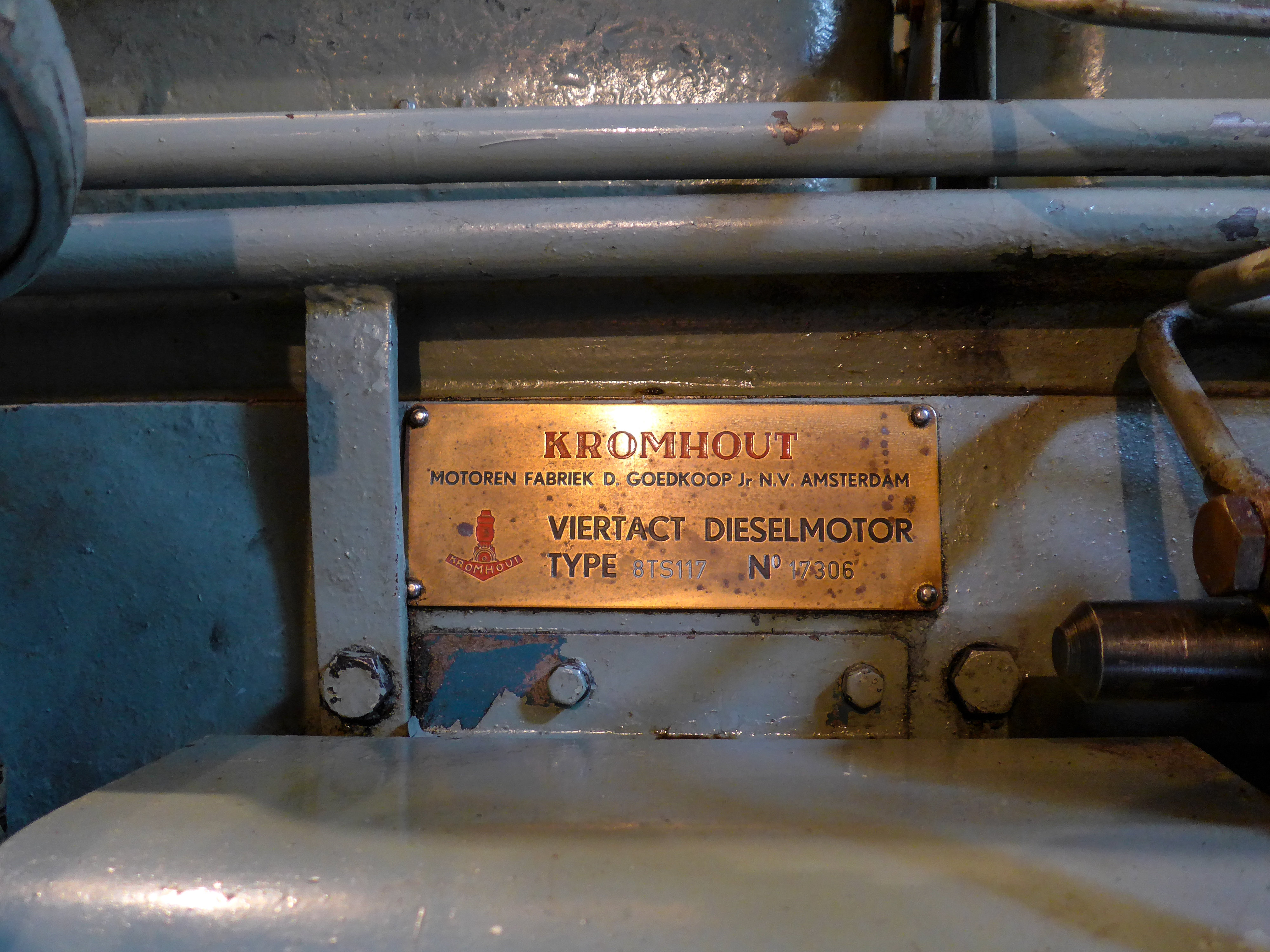
Motorplaatje (2014)
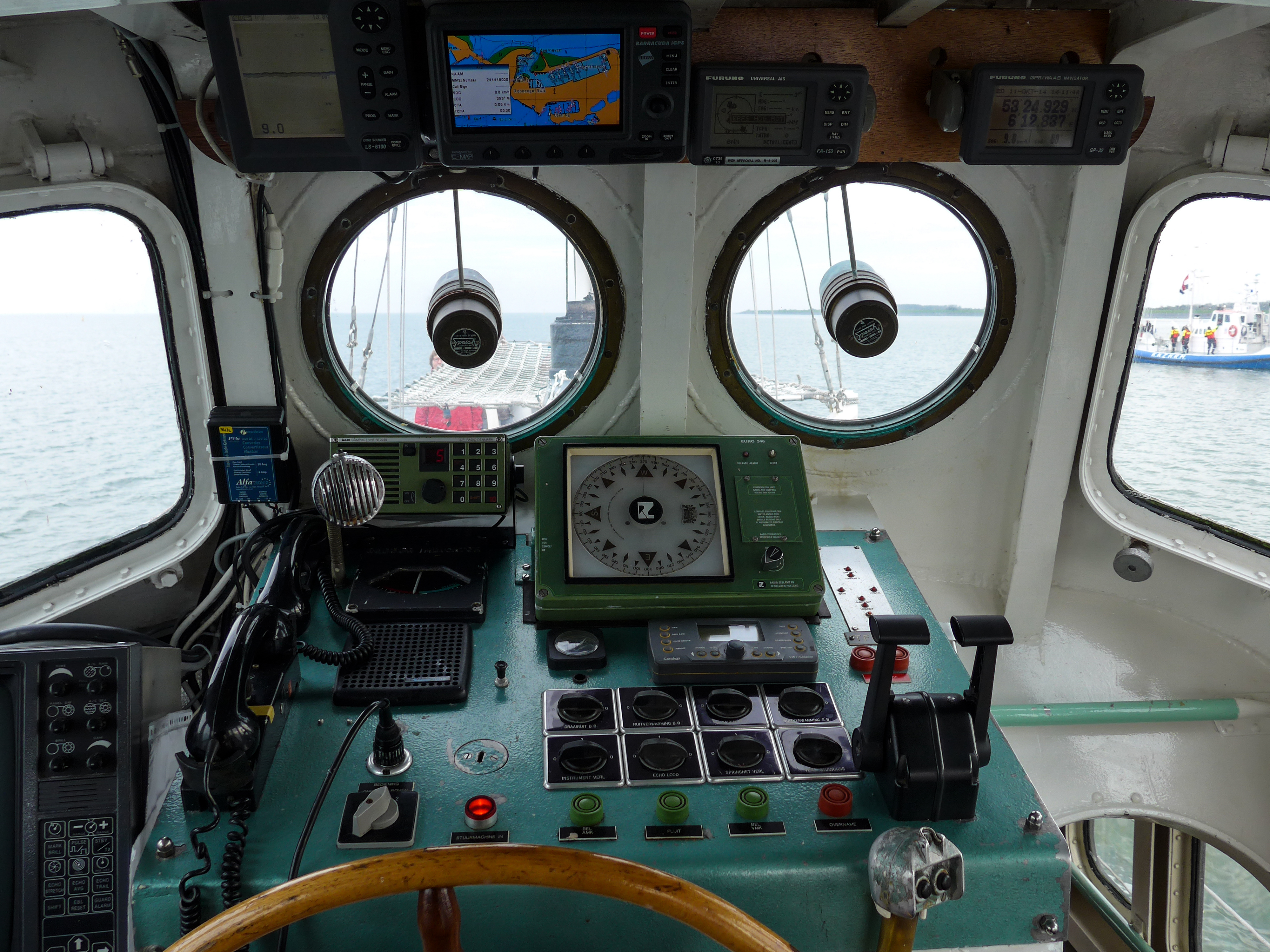
Stuurhut (2014)